# بل اواچ-۵۸ کیووا

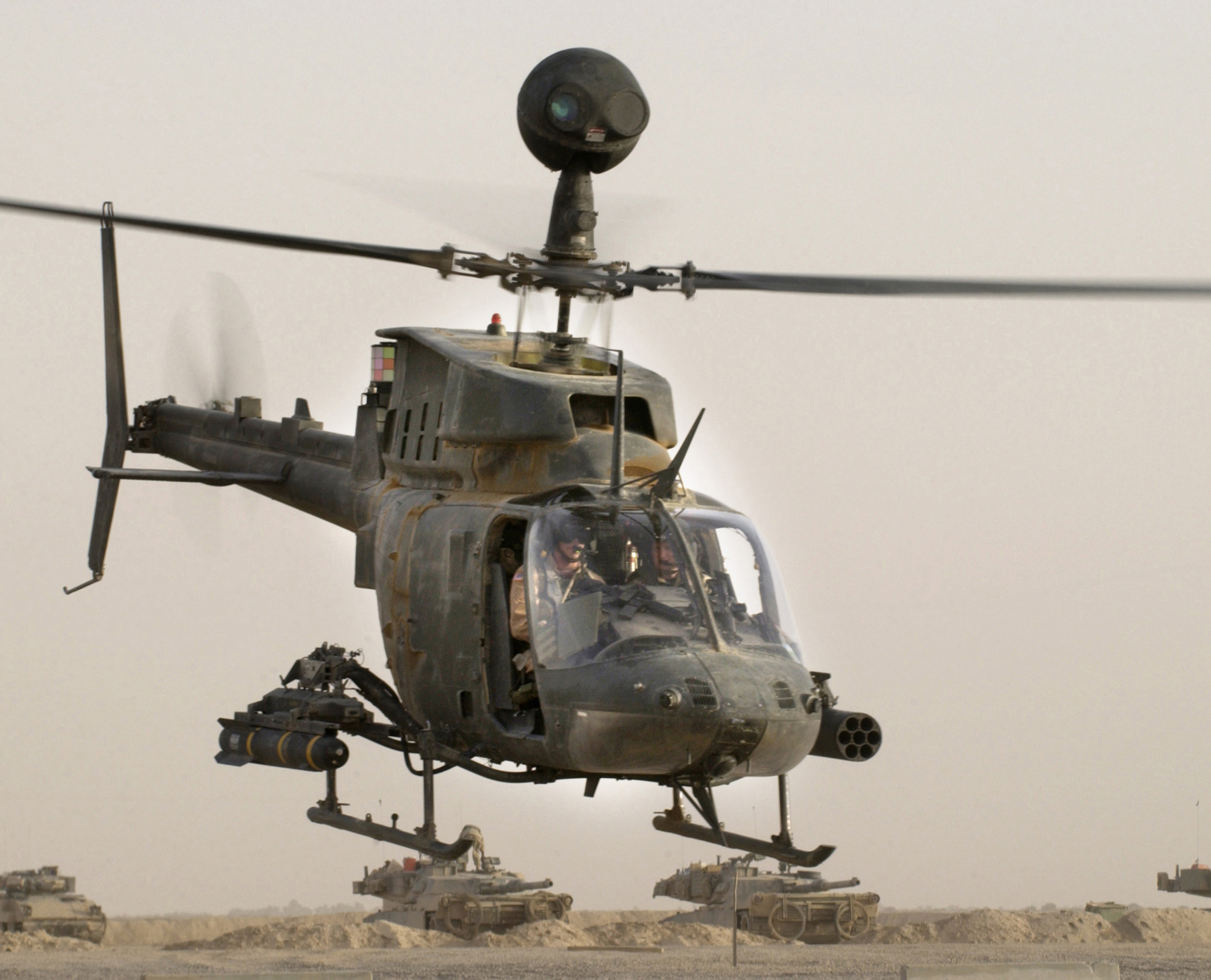

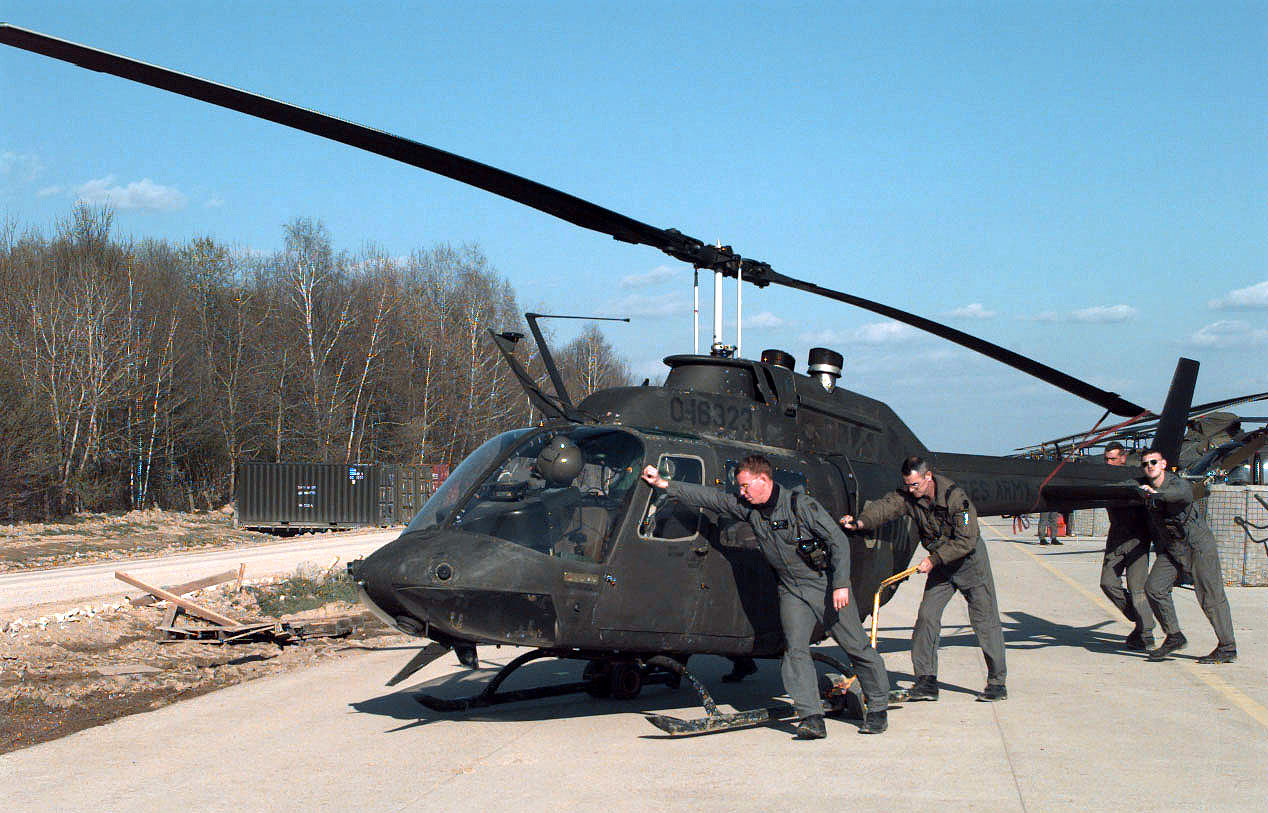

بل اُاچ-۵۸دی کیووا،(به انگلیسی:OH-۵۸ Kiowa)یک خانواده از بالگردهای نظامی یک موتوره و یک پروانه‌ای است که بیشتر برای شناسایی، دیده‌بانی و آتش مستقیم حمایتی کاربرد دارد. شرکت بل هلیکاپتر، این بالگرد را بر پایهٔ بالگرد بل ۲۰۶ و برای استفاده نیروی زمینی ایالات متحده آمریکا ساخته است. نیروی زمینی ایالات متحده، از سال ۱۹۶۹ میلادی، پیوسته از این بالگرد استفاده کرده‌است.آخرین مدل این بالگرد،اُاچ-۵۸دی کیووا واریور نام دارد که برای عملیاتهای شناسایی مسلح با هدف پشتیبانی نیروهای زمینی، استفاده می‌شود.این بالگرد به کشورهای استرالیا، کانادا، جمهوری دومینیکن، تایوان و عربستان سعودی صادر گردیده است.